# Fogazatmérő

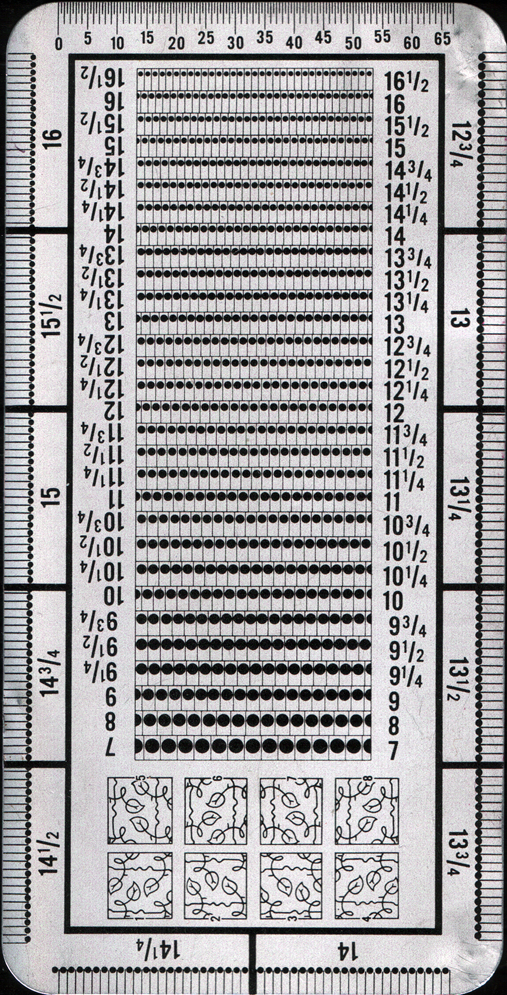
Műanyagból készült klasszikus fogazatmérő

A fogazatmérő (idegen néven odontométer ’fogmérő’) a bélyeggyűjtési kellékek egyike, ami a postabélyegek fogazatsűrűségének meghatározására használható. A fogazatmérő a leggyakrabban alkalmazott mérőeszköz a filatéliában.

## Története
A bélyegek fogazatmérésének filatéliai szükségességére a francia filatélia atyjának tartott filatelista és szakíró, Jacques Amable Legrand (1820–1912) hívta fel a figyelmet. 1862-ben közölt cikkében azt javasolta, hogy készítsenek olyan eszközt, ami egy falemezbe többféle sűrűségben beütött szegek sorozatából áll, és képes a fogazatsűrűség megmérésére. Ez a szerszám tekinthető a ma használt fogazatmérők elődjének. Az ilyen típusú kellékeknél csak próbálgatással lehetett megtalálni azt a szegsort, melynek szárai pontosan beillettek a vizsgált postabélyeg fogai közé. A mellé írt szám –, mely a 2 centiméterre található szegek számával volt egyenlő – mutatta a fogazat sűrűségének mérőszámát.
A későbbi korszakokban ez a bélyegekre nézve sem veszélytelen szerszám egy sokkal egyszerűbb és olcsóbb nyomtatott lappá egyszerűsödött le, mely kartonból, műanyagból vagy fémből készült. Ezen a ma is használt eszközön a szegeket létrafokszerűen elhelyezkedő vonalkákkal, illetve azok végeire rajzolt pontokkal helyettesítették.

## Leírása
A napjainkban használt fogazatmérőkön leggyakrabban kétféle elhelyezésben vannak csoportosítva a különböző fogazatsűrűségeket ábrázoló skálák. A mérőeszköz közepén egymás fölött levő létrák helyezkednek el, melyek mentén való előtolással rövid idő alatt meg lehet találni a keresett, a bélyeg fogaival pontosan fedésbe hozható vonalat vagy azt a pontsort, ami beillik a foglyukakba. A lap peremén található, egymás folytatásaként megrajzolt létrákból felépülő skála segítségével a bélyegalbumba beragasztott bélyegek fogazatsűrűségét lehet meghatározni, viszont ez a módszer valamivel lassúbb a másiknál.
A legtöbb esetben a fogazatmérőn egy pontosan 2 centiméter hosszúsága csík is található, amelynek segítségével leellenőrizhető a légnedvesség hatására esetleg megváltozó karton mérettartása, ezáltal a fogazatmérő pontossága. Ezen kívül gyakran nyomtatnak a mérőeszközre egy nagyobb bélyeggel megegyező méretű, fekete felületet is. Ennek a felületnek a segítségével vizsgálható meg a fogazat általános állapota. A mai értelemben vett fogazatmérőkön minden olyan fogsűrűségnek, amelyet a gyakorlatban is használnak, egy-egy foglétra van megrajzolva. Ennek alapján a foglétrák értéke a legtöbb eszközön 7 és 18 között változik, ezek nagy része ¼ fogakra van felosztva. Ezzel a pontossággal a filatéliai gyakorlatban elegendő alapossággal lehet mérni.
Használatban van egy másfajta grafikai elv alapján készített fogazatmérő is, amin egyetlen, egy pontból sugárszerűen szétterülő vonalsereg található a sokféle létra helyett. Ennél az eszköznél a vonalseregre merőlegesen, illetve a megadott irányban tartva addig kell önmagával párhuzamosan tolni előre a sugárkéve felett, amíg mindegyik fog nem fed le egy-egy sugarat. Több előnnyel rendelkezik a másik változathoz képest; a gyorsasága mellett az is előnyös, hogy folyamatos, illetve pontosabb – ¼ fogsűrűségnél finomabb – leolvasást tesz lehetővé. Az előző elv felhasználásával egy mechanikai szerkezettel rendelkező eszközt is el lehet készíteni, amelyen egy henger palástjára van felrajzolva a sugárnyaláb kartonlap helyett. Ezt a kelléket alkalmazva önmagától adódik a postabélyeg kívánt irányú tartása. A vonalak egybeesésének megfigyelésére beépített nagyító szolgál, valamint egy kisebb méretű lámpa megfelelő helyi megvilágítást is biztosíthat.
Készülnek elektronikus fogazatmérő eszközök is. Ezekbe elég behelyezni a bélyeget, és leolvasható a fogazatsűrűség számértéke. Az ilyen eszközöket a magas áruk miatt elsősorban bélyegkereskedők használják.